# Яцебкорт
Яцебкорт (чечен. Яцеб корта) — горная вершина в системе Большого Кавказа (Кавказские горы), находится в Галанчожском районе Чеченской Республики России.

## Название
Чеченский исследователь-краевед, педагог и народный поэт А. С. Сулейманов в работе 1976—1985 годов «Топонимия Чечено-Ингушетии» не предложил каких-либо вариантов для объяснения происхождение оронима Яцебкорт. В оригинале у А. С. Сулейманова: «Яцеб корта „? вершина“».
Другой исследователь топонимов Кавказа — российский путешественник, писатель, географ и педагог А. В. Твёрдый высказал предположение, что имя горы переводится как «гора Яцеба», где Яцеб — имя собственное, а корт — «вершина».

## География
Согласно картам Советского Генерального штаба 1987 года (1:1000000) и 1988 года (1:200000) высота горы над уровнем моря составляет 2497 метра.

## История
Согласно А. С. Сулейманову гора располагается на территории исторической области Нашха (область тайпа нашхойцев), в 2 км 300 м к северо-востоку от покинутого терлойского аула Никарой.